# ناندو کوزار
ناندو کوزار (انگلیسی: Nando Cózar؛ زادهٔ ۲ مارس ۱۹۹۳) بازیکن فوتبال است.